# Triglav
Triglav (phát âm [ˈtɾiːɡlau̯]; tiếng Đức: Terglau, tiếng Ý: Tricorno) là ngọn núi cao nhất ở Slovenia, với độ cao 2.864 mét (9.396 ft), và là đỉnh cao nhất của dãy Alps Julia. Ngọn núi là một biểu tượng của dân tộc Slovene. Nó cũng là trung tâm của vườn quốc gia Triglav, vườn quốc gia duy nhất của Slovenia.

## Tên
Nhiều tên đã được dùng cho ngọn núi này theo chiều dài lịch sử. Một tấm bản đồ cổ năm 1567 gọi nó là Ocra mons, Johann Weikhard von Valvasor gọi nó Krma vào nửa sau của thế kỷ 17. Theo nhà leo núi và giáo sư người Đức Adolf Gstirner, dấu vết đầu tiên của từ Triglav lần đầu xuất hiện dưới dạng viết với tên Terglau năm 1452, nhưng tài liệu gốc đã bị mất. Sự xuất hiện tiếp theo của Terglau từ một văn bản năm 1573. Những dạng cổ của cái tên Triglav còn xuất hiện ở dưới dạng Terglau năm 1612, Terglou năm 1664 and Terklou khoảng 1778–89. Tên này xuất phát từ *Tri-golvъ (nghĩa đen là 'ba đầu'—tức, 'ba đỉnh'), nhiều khả năng là do ngọn núi này có ba đỉnh khi nhìn từ đa phần Thượng Carniola. Trong phương ngữ địa phương, tên núi được phát âm là Tərgwòu̯ chứ không phảiTríglav trong tiếng Slovene tiêu chuẩn.